# Ifeanyi Ubah FC
El Ifeanyi Ubah FC es un equipo de fútbol de Nigeria que juega en la Liga Premier de Nigeria, la primera división de fútbol en el país.

## Historia
Fue fundado en el año 1997 en la ciudad de Benín con el nombre Gabros International FC. En 2014 logra el ascenso a la Liga Premier de Nigeria por primera vez en su historia al terminar en segundo lugar del grupo B.
En junio del 2015 el club se muda a la ciudad de Nnewi y cambia su nombre por el que tiene actualmente, terminando su primera temporada en la Liga Premier de Nigeria en el undécimo lugar.
En la temporada 2016 gana su primer título importante a nivel local al quedar campeón de la Copa de Nigeria luego de vencer en la final al Nasarawa United 5-4 en penales juego de terminar 0-0 durante el periodo reglamentario.
En 2017 clasificó por primera vez a su primer torneo internacional, a la Copa Confederación de la CAF, en donde fue eliminado en la ronda preliminar por el Al-Masry de Egipto.

## Palmarés
- Liga Nacional de Nigeria: 1

2014
- Copa de Nigeria: 1

2016
- Copa Anambra: 1

2015

## Participación en competiciones de la CAF
| Temporada | Torneo                       | Ronda      | Club     | Casa | Visita | Global      |
| --------- | ---------------------------- | ---------- | -------- | ---- | ------ | ----------- |
| 2017      | Copa Confederación de la CAF | Preliminar | Al-Masry | 1-0  | 0-1    | 1-1 (0-3 p) |